# Domargård, Helsingfors
Domargård (finska: Tuomarinkartano) är en del av Östra Baggböle distrikt i Helsingfors stad. Stadsdelen avgränsas i väster av Tusbyleden och i öster av Vanda å.
Stadsdelen Domargård har fått sitt namn efter herrgården Domargård, som är omgärdad av parkområden som härstammar från 1800-talet. Staden odlar de stora åkrar som hör till herrgården och huvudbyggnaden i gustaviansk stil sköts om av stadsmuseet. Det finns ett ridinstitut, en ridskola och tre privata ridstall i Domargård. 